# Světlá nad Sázavou město
Světlá nad Sázavou město – przystanek kolejowy w miejscowości Světlá nad Sázavou, w kraju Wysoczyna, w Czechach Znajduje się na wysokości 415 m n.p.m.
Na przystanku nie ma możliwości zakupu biletów, a obsługa podróżnych odbywa się w pociągu.

## Linie kolejowe
- 212 Čerčany - Světlá nad Sázavou